# Cleveland Browns 1981
La stagione 1981 dei Cleveland Browns è stata la 32ª della franchigia nella National Football League. A causa degli infortuni a diversi giocatori chiave, la squadra concluse con un record di 5-11, quarta nella propria division. Malgrado la stagione negativa, i Browns riuscirono a battere entrambe le partecipanti al Super Bowl di quell'anno, i San Francisco 49ers e i Cincinnati Bengals, la prima squadra a riuscirvi dalla fusione AFL-NFL.

## Roster
| Roster dei Cleveland Browns nel 1981 |
| --- |
| Quarterback - 16 Paul McDonald - 17 Brian Sipe Running Back - 35 Calvin Hill - 30 Cleo Miller FB - 34 Greg Pruitt - 43 Mike Pruitt FB - 25 Charles White Wide Receiver - 80 Willis Adams - 83 Ricky Feacher - 86 Danny Fulton - 85 Dave Logan - 33 Reggie Rucker Tight End - 82 Ozzie Newsome - 84 McDonald Oden - 87 Curtis Weathers LB Offensive Linemen - 64 Joe DeLamielleure G - 54 Tom DeLeone C - 73 Doug Dieken T - 68 Robert E. Jackson G - 71 Matt Miller T - 63 Cody Risien T - 65 Henry Sheppard G - 79 Gerry Sullivan C/T Defensive Linemen - 77 Lyle Alzado DE - 91 Henry Bradley DT - 97 Thomas Brown DE - 94 Elvis Franks DE - 90 Marshall Harris DE - 92 Mike Robinson DE - 72 Jerry Sherk DT Linebacker - 52 Dick Ambrose ILB - 50 Don Goode OLB - 58 Bruce Huther ILB - 56 Robert L. Jackson ILB - 51 Eddie Johnson ILB - 57 Clay Matthews Jr. OLB Defensive Back - 24 Autry Beamon FS - 28 Ron Bolton CB - 49 Clinton Burrell SS/CB - 27 Thom Darden FS - 29 Hanford Dixon CB - 20 Judson Flint CB - 48 Lawrence Johnson CB - 22 Clarence Scott SS - 12 Rick Trocano FS/QB Special Team - 9 Matt Bahr K - 15 Steve Cox P - 26 Dino Hall KR/PR - 10 Dave Jacobs K - 24 Cleo Montgomery KR/PR Lista delle riserve - 53 Bill Cowher ILB (IR) - 68 Joel Patten T (IR) Squadra di allenamento - 75 Ray Bloch T - -- Chuck Correal C - 27 Gary Davis RB |
| Legenda - I rookie sono in corsivo. - Il primo ruolo è il principale mentre gli eventuali successivi indicano i ruoli secondari. - (IR) sta per Injured Reserve ed indica la lista ristretta per un solo giocatore infortunato che può tornare ad allenarsi dopo la settimana 6 e a rientrare in prima squadra dopo che questa ha giocato 8 partite. - (NF-Inj.) / (NF-Ill.) stanno rispettivamente per Non-Football Injured e Non-Football Illness ed indicano le liste dove viene inserito un giocatore che ha un infortunio o una malattia non dipendente dal football americano. - (PUP) sta per Physically Unable to Perform ed indica la lista dove viene inserito un giocatore mentre è in attesa di recuperare la condizione fisica. Nella stagione regolare dopo la sesta partita giocata dalla propria squadra, il giocatore ha tempo tre settimane per riprendere ad allenarsi, più tre settimane aggiuntive dal suo rientro agli allenamenti per rientrare in prima squadra. |

## Calendario
| Stagione regolare |              |                        |               |        |                             |          |         |
| Turno             | Data         | Avversario             | Risultato     | Record | Stadio                      | Pubblico | Sintesi |
| 1                 | 7 settembre  | San Diego Chargers     | S 14–44       | 0–1    | Cleveland Municipal Stadium | 78,904   | Recap   |
| 2                 | 13 settembre | Houston Oilers         | S 3–9         | 0–2    | Cleveland Municipal Stadium | 79,483   | Recap   |
| 3                 | 20 settembre | at Cincinnati Bengals  | V 20–17       | 1–2    | Riverfront Stadium          | 52,170   | Recap   |
| 4                 | 27 settembre | Atlanta Falcons        | V 28–17       | 2–2    | Cleveland Municipal Stadium | 78,283   | Recap   |
| 5                 | 4 ottobre    | at Los Angeles Rams    | S 16–27       | 2–3    | Anaheim Stadium             | 63,924   | Recap   |
| 6                 | 11 ottobre   | at Pittsburgh Steelers | S 7–13        | 2–4    | Three Rivers Stadium        | 53,255   | Recap   |
| 7                 | 18 ottobre   | New Orleans Saints     | V 20–17       | 3–4    | Cleveland Municipal Stadium | 76,059   | Recap   |
| 8                 | 25 ottobre   | Baltimore Colts        | V 42–28       | 4–4    | Cleveland Municipal Stadium | 78,986   | Recap   |
| 9                 | 1 novembre   | at Buffalo Bills       | S 13–22       | 4–5    | Rich Stadium                | 78,266   | Recap   |
| 10                | 8 novembre   | at Denver Broncos      | S 20–23 (DTS) | 4–6    | Mile High Stadium           | 74,859   | Recap   |
| 11                | 15 novembre  | at San Francisco 49ers | V 15–12       | 5–6    | Candlestick Park            | 52,455   | Recap   |
| 12                | 22 novembre  | Pittsburgh Steelers    | S 10–32       | 5–7    | Cleveland Municipal Stadium | 77,958   | Recap   |
| 13                | 29 novembre  | Cincinnati Bengals     | S 21–41       | 5–8    | Cleveland Municipal Stadium | 75,186   | Recap   |
| 14                | 3 dicembre   | at Houston Oilers      | S 13–17       | 5–9    | Houston Astrodome           | 44,502   | Recap   |
| 15                | 12 dicembre  | New York Jets          | S 13–14       | 5–10   | Cleveland Municipal Stadium | 56,866   | Recap   |
| 16                | 20 dicembre  | at Seattle Seahawks    | S 21–42       | 5–11   | Kingdome                    | 51,435   | Recap   |

Note: gli avversari della propria division sono in grassetto.

## Classifiche
| AFC Central           |    |    |   |      |      |      |     |     |     |
|                       | V  | S  | P | %    | CONF | DIV  | PF  | PS  | STR |
| Cincinnati Bengals(1) | 12 | 4  | 0 | .750 | 4–2  | 10–2 | 421 | 304 | V2  |
| Pittsburgh Steelers   | 8  | 8  | 0 | .500 | 3–3  | 5–7  | 356 | 297 | S3  |
| Houston Oilers        | 7  | 9  | 0 | .438 | 4–2  | 6–6  | 281 | 355 | V1  |
| Cleveland Browns      | 5  | 11 | 0 | .313 | 1–5  | 2–10 | 276 | 375 | S5  |